# Kayakismo

Una mujer navega en kayak por una laguna.

El kayakismo es el uso de un kayak para desplazarse sobre el agua. Se distingue del piragüismo por la posición sentada del palista y el número de palas del remo. El kayak es una embarcación baja, parecida a una canoa, en la que el palista se sienta mirando hacia delante, con las piernas por delante, y utiliza una pala de doble hoja para tirar de un lado y luego del otro en rotación. La mayoría de los kayaks tienen la cubierta cerrada, aunque también están ganando popularidad los kayaks sit-on-top e hinchables.

## Historia

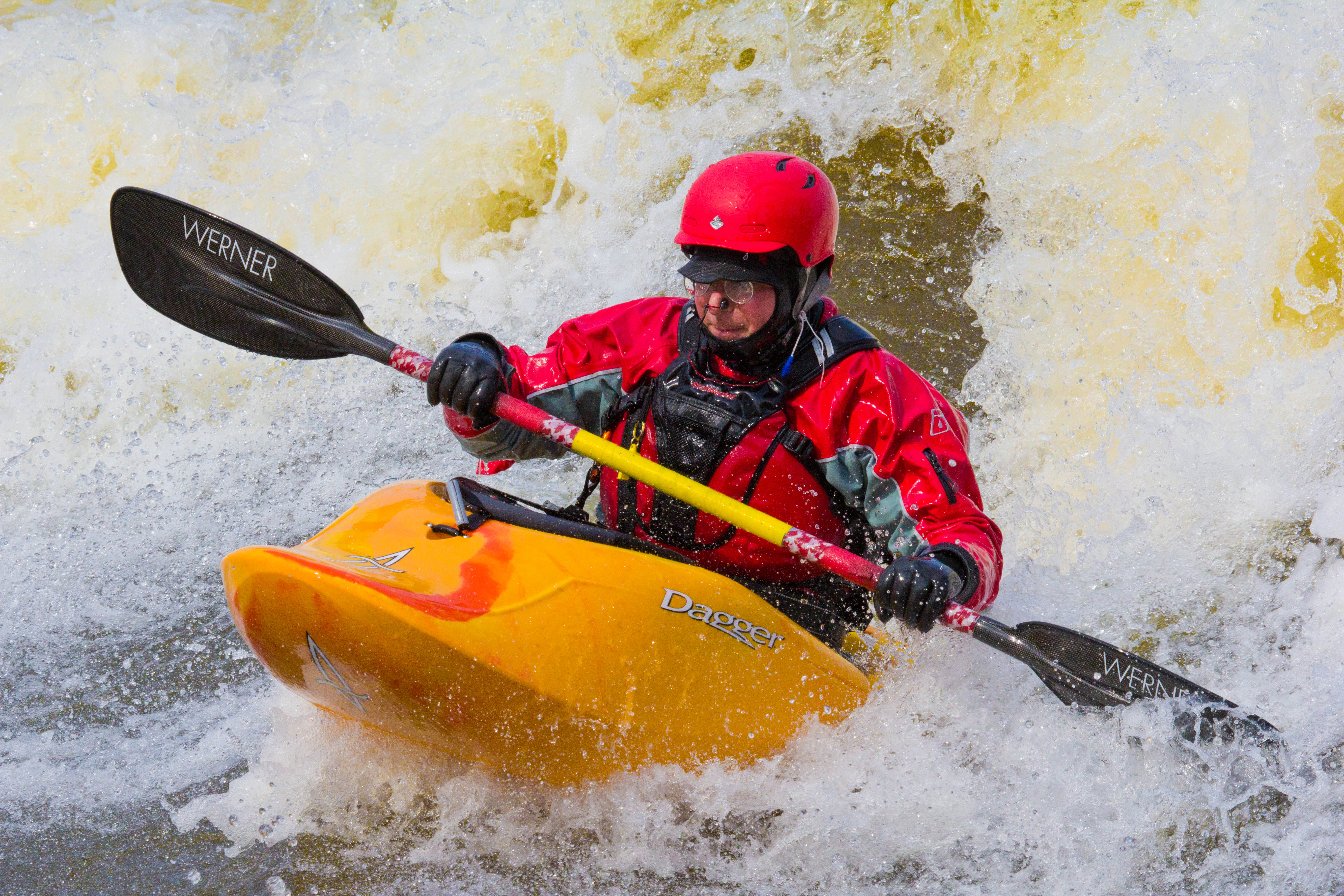
Kayak en rápidos de aguas bravas

Los kayaks fueron creados hace miles de años por los Inuit, antiguamente conocidos como Esquimales, de las regiones árticas septentrionales. Utilizaban madera flotante y, a veces, el esqueleto de ballenas para construir el armazón del kayak, asimismo, usaban piel de animal, sobre todo de foca, para crear el cuerpo. El objetivo principal de la creación del kayak, que literalmente significa «embarcación de cazador», era la caza y la pesca. La capacidad de sigilo del kayak permitía al cazador acercarse sigilosamente a los animales de la costa y atrapar con éxito a su presa. 
En la década de 1740, exploradores rusos dirigidos por el explorador ruso de origen danés Vitus Bering entraron en contacto con los aleutianos, quienes habían tomado el concepto básico del kayak y desarrollado múltiples diseños específicos para la caza, el transporte y las condiciones ambientales. Pronto se dieron cuenta de que los aleutianos eran muy hábiles cazando nutrias marinas en kayak. Como las nutrias eran una mercancía popular en Europa y Asia, explotaban e incluso secuestraban a los aleutianos y los mantenían a bordo de sus barcos para trabajar y cazar.
A mediados del siglo XIX, el kayak se hizo cada vez más popular y los europeos empezaron a interesarse por el. Alemanes y franceses empezaron a practicar este deporte. En 1931, Adolf Anderle fue la primera persona en descender en kayak el desfiladero de Salzachöfen, que se considera el lugar de nacimiento del kayak de aguas bravas actual.En 1932, la kayakista de larga distancia, Fridel Meyer,  remó desde Baviera hasta Westminster (Inglaterra), y en 1933 remó desde Westminster hasta Montrose (Escocia). Las carreras de kayak se introdujeron en los Juegos Olímpicos de Berlín en 1936.
En la década de 1950, se desarrollaron los kayaks de fibra de vidrio, que se utilizaron habitualmente, hasta que en la década de 1980 se introdujeron los kayaks de plástico de poliéster y polietileno. El kayak progresó como deporte marginal en Estados Unidos hasta la década de 1970, cuando se convirtió en un deporte popular mayoritario. En la actualidad, más de 10 pruebas de kayak de aguas bravas participan en los Juegos Olímpicos.Aunque el piragüismo representa un deporte acuático internacional clave, se han realizado (hasta la fecha) pocos estudios académicos sobre el papel que desempeña en la vida y las actividades del público.

## Diseño
Los kayaks también se pueden clasificar por su diseño y los materiales con los que están fabricados. Cada diseño tiene sus ventajas específicas, como el rendimiento, la maniobrabilidad, la estabilidad y el estilo de paleo. Los kayaks pueden estar hechos de metal, fibra de vidrio, madera, plástico, telas y tejidos hinchables como el PVC o el caucho, y más recientemente de fibra de carbono, cara pero ligera como una pluma. Cada material tiene sus ventajas específicas, como la resistencia, la durabilidad, la portabilidad, la flexibilidad, la resistencia a los rayos ultravioleta y los requisitos de almacenamiento. Por ejemplo, los kayaks de madera pueden fabricarse a partir de kits o construirse a mano. Cosidos y pegados, los kayaks de madera contrachapada pueden ser más ligeros que cualquier otro material, excepto el armazón de piel. Los kayaks hinchables, fabricados con tejidos ligeros, pueden desinflarse y transportarse y almacenarse fácilmente, y se consideran extraordinariamente resistentes y duraderos en comparación con algunas embarcaciones rígidas.

## Equipamiento

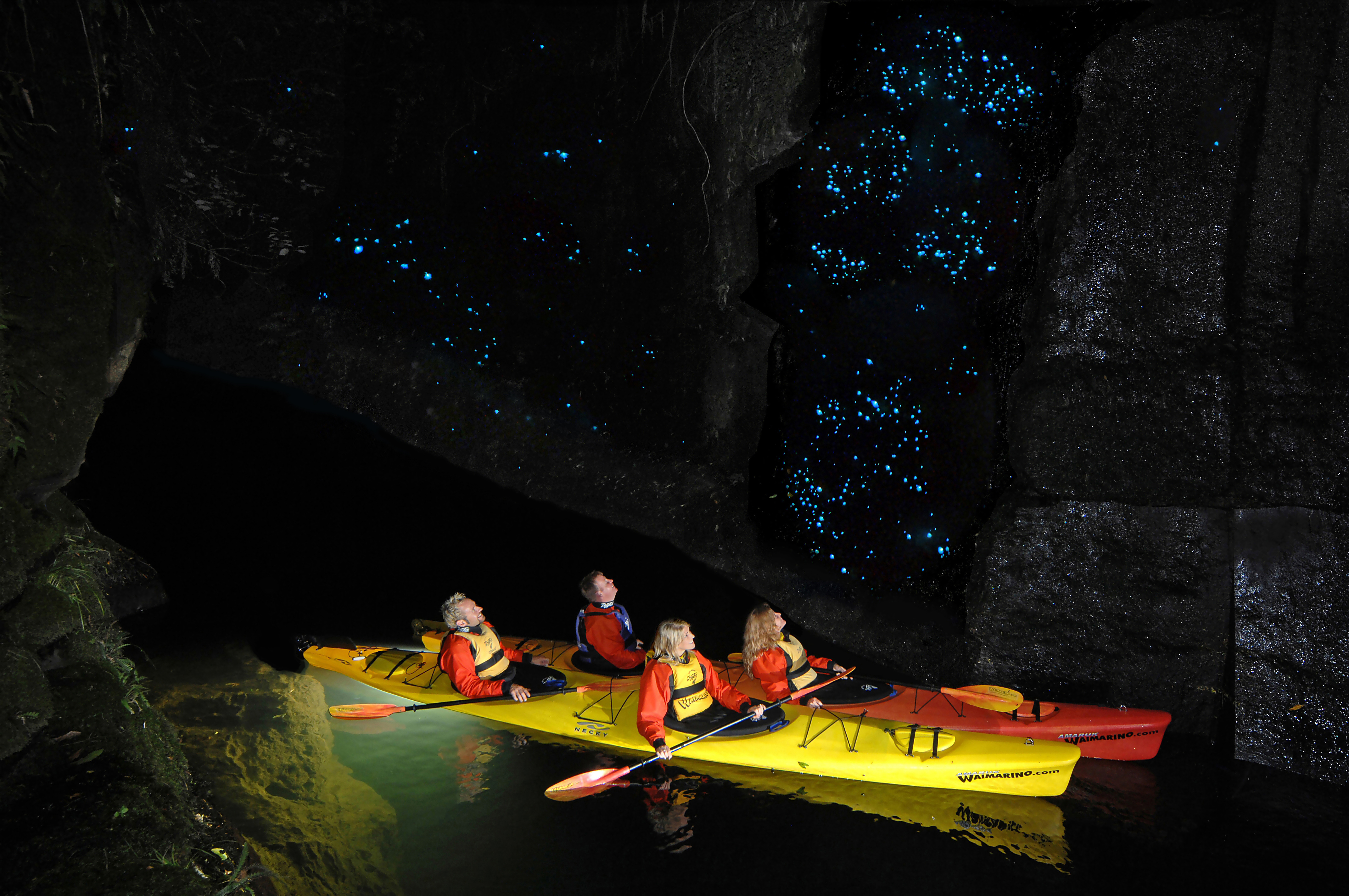
Kayak Glowworm en el Parque de Aventuras Waimarino

Hay muchos tipos de kayaks utilizados en kayak de aguas planas y aguas bravas. Los tamaños y formas varían drásticamente dependiendo del tipo de agua en la que se vaya a remar y también de lo que el palista quiera hacer. El segundo conjunto de elementos esenciales para el kayak es un remo off-set, en el que las palas están inclinadas para ayudar a reducir la resistencia al viento mientras la otra pala se utiliza en el agua. Estas palas varían en longitud y forma en función del uso previsto, la altura del palista y sus preferencias. Los kayaks deben estar equipados con uno o más dispositivos de ayuda a la flotación, que crean un espacio de aire que ayuda a evitar que el kayak se hunda cuando se llena de agua. Se debe llevar un chaleco salvavidas en todo momento (también llamado dispositivo personal de flotación o PFD, por sus siglas en inglés), y también se suele requerir un casco para la mayoría de los kayaks y es obligatorio para el kayak de aguas bravas.Otras piezas del equipo de seguridad incluyen un silbato para pedir ayuda, cuerdas para ayudar a rescatar a otros kayakistas, un cuchillo de buceo y calzado adecuado para el agua, dependiendo de los riesgos que planteen el agua y el terreno. Una vestimenta adecuada, como un traje seco, un traje de neopreno o un chubasquero, también ayuda a proteger a los kayakistas de las bajas temperaturas del agua o del aire.

### Tipos de kayaks
Los kayaks «Sit on top» colocan al palista en una cubierta cóncava abierta y poco profunda por encima del nivel del agua. Este estilo se suele utilizar para actividades en aguas no blancas, ya que a la mayoría les resulta más difícil permanecer dentro del kayak, al tiempo que impide que «rueden», lo que permite al usuario enderezarse si vuelca. Los kayaks «sit on top» tienen algunas ventajas, como la posibilidad de disponer de una «escotilla seca», un compartimento que normalmente recorre toda la longitud del kayak y que, además de proporcionar más flotabilidad, permite al kayakista guardar diverso equipamiento. Los kayaks «Sit on top» suelen utilizar «agujeros pasantes» que permiten que el agua que haya entrado en la embarcación lo haga a través de la cubierta y la escotilla seca para drenar.El «estilo bañera» consiste en sentarse con las piernas y las caderas dentro del casco del kayak, con una cubierta antirociones o «faldón antirociones» que crea un sello impermeable alrededor de la cintura. Existe una amplia gama de embarcaciones «estilo bañera» que suelen permitir un mayor control de la embarcación por parte del usuario, ya que éste puede empujar contra las paredes de la embarcación para inclinarla y completar las maniobras. Una variante común de los kayaks «estilo bañera» son los «play boats», que suelen ser kayaks muy cortos en los que el usuario hace trucos y maniobras: Los «hinchables» son un híbrido de las dos configuraciones anteriores; estas embarcaciones tienen una cubierta abierta, pero el palista se sienta por debajo del nivel de la cubierta. Estas embarcaciones suelen estar sujetas a una mayor inestabilidad debido a la forma en que la embarcación se asienta a mayor altura en el agua. Suelen utilizarse en un entorno más comercial, a menudo se les llama cariñosamente «Duckies». Los «tándems» están configurados para varios remeros, a diferencia de los diseños unipersonales de la mayoría de los kayaks. Los tándems pueden ser utilizados por dos o incluso tres remeros.

## Actividades

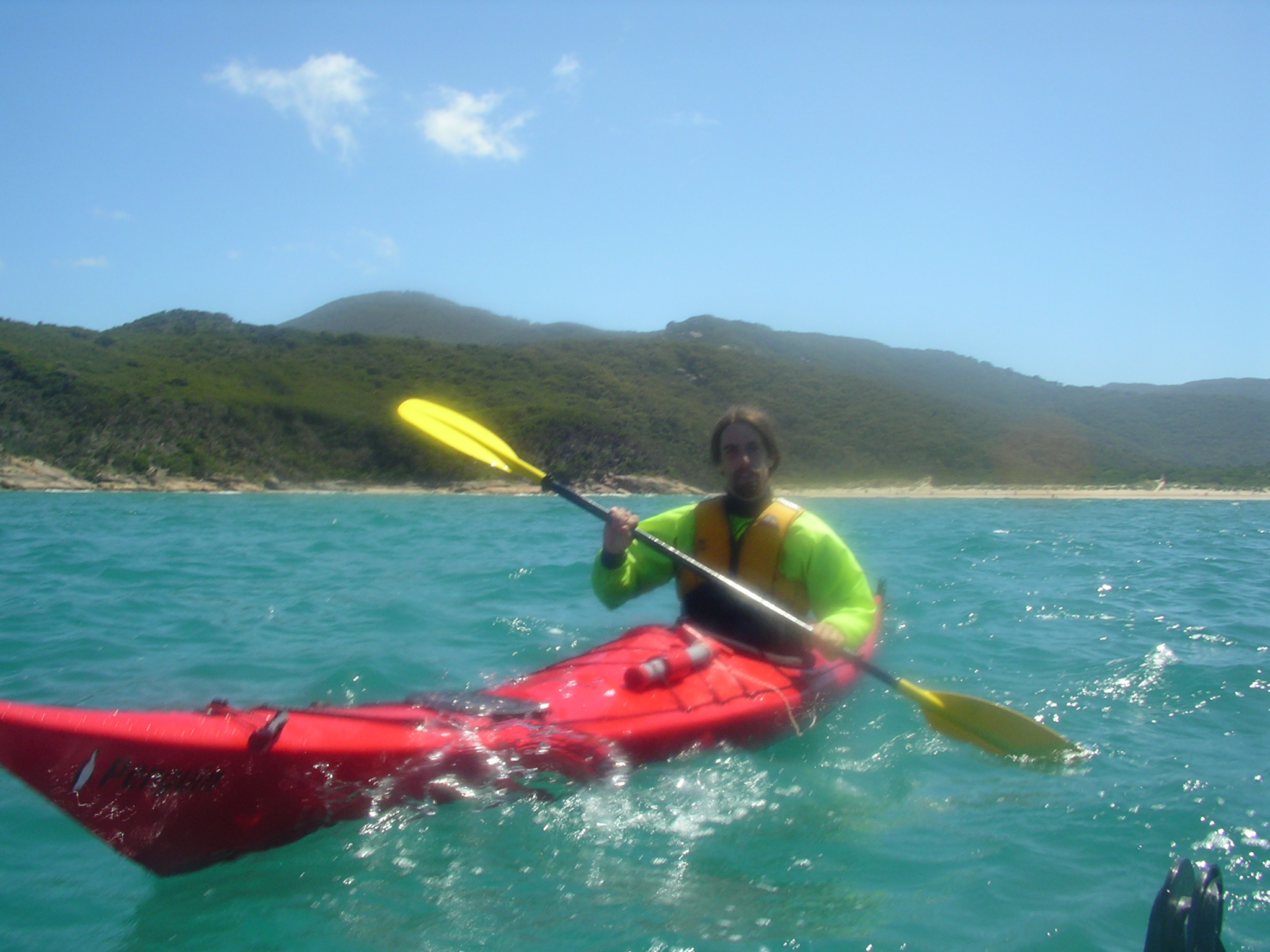
Kayak de mar en Promontorio Wilsons (Victoria, Australia)

Por su alcance y adaptabilidad, los kayaks pueden ser útiles para otras actividades al aire libre, como el buceo, la pesca, la exploración de zonas salvajes y la búsqueda y rescate durante inundaciones.

### Buceo
El buceo en kayak es un tipo de buceo recreativo en el que los buceadores reman hasta un punto de inmersión en un kayak llevando todo su equipo hasta el lugar donde quieren bucear. El recorrido puede ser de hasta varios kilómetros a lo largo de la costa desde el punto de salida hasta un lugar cuyo acceso sería difícil desde la orilla, aunque el mar esté resguardado. Es una alternativa considerablemente más barata que el uso de una embarcación a motor, además de combinar la experiencia del kayak de mar al mismo tiempo. El buceo en kayak ofrece al buceador independencia de los operadores de embarcaciones de buceo, a la vez que permite realizar inmersiones en lugares demasiado alejados para nadar cómodamente, pero suficientemente resguardados.

### Pesca
La pesca en kayak consiste en pescar desde un kayak, como medio de transporte, y acercarse sigilosamente a peces fáciles de asustar, como la cobia y la platija. La pesca en kayak ha ganado popularidad en los últimos tiempos debido a su amplio atractivo como método de transporte respetuoso con el medio ambiente y saludable, así como a su costo de entrada relativamente bajo en comparación con las embarcaciones motorizadas. Además, los kayaks permiten un mayor acceso por su capacidad para operar en aguas poco profundas, entrar y salir por la orilla y tener la posibilidad de alejarse de las multitudes para encontrar un entorno más solitario donde las embarcaciones no pueden hacerlo.

### Ecoturismo

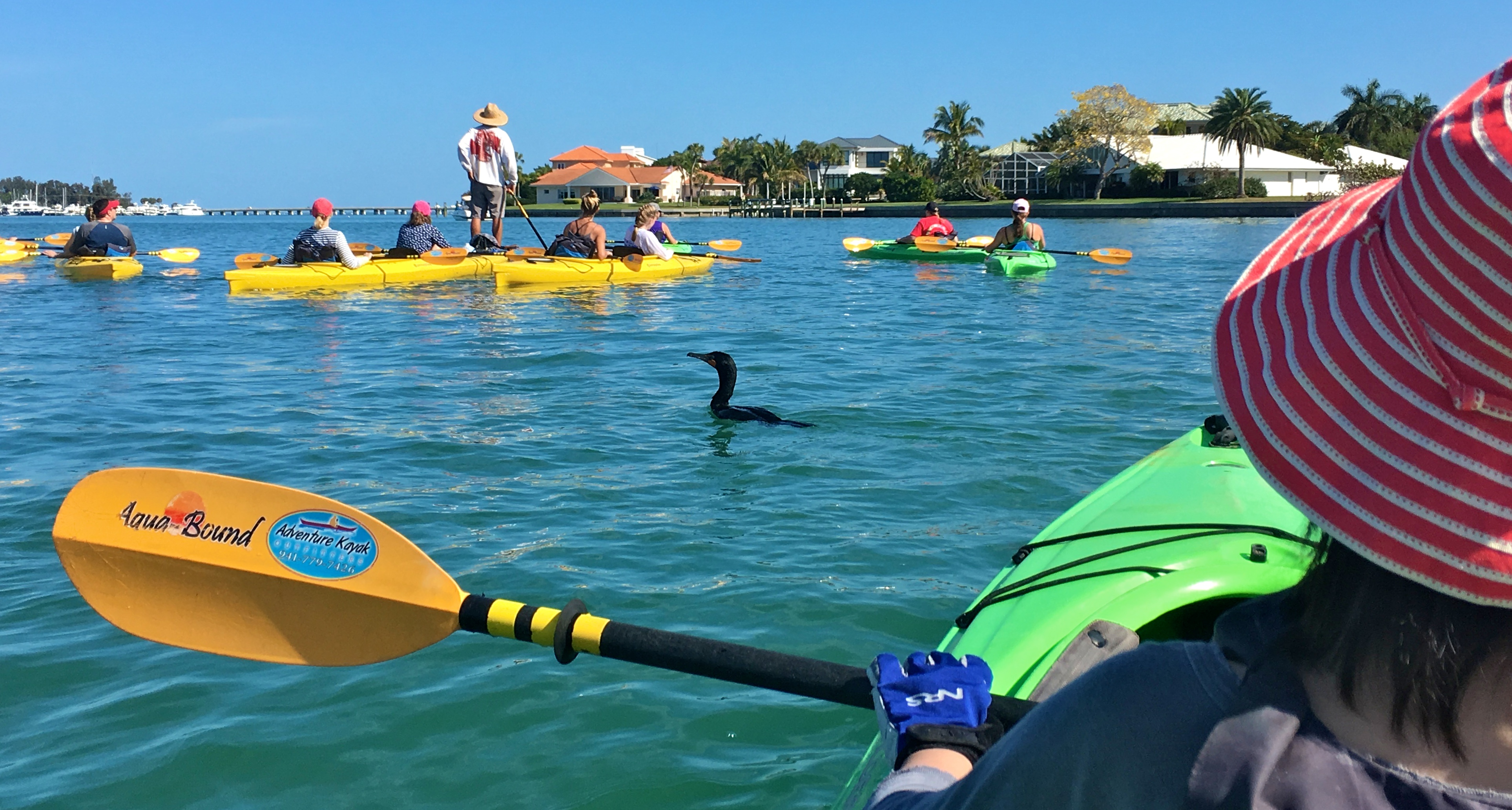
Guía de ecoturismo sobre un kayak para avistar delfines y manatíes en los alrededores de Lido Key.

El ecoturismo basado en viajes en kayak está ganando popularidad. En destinos vacacionales de aguas cálidas como los Cayos de Sarasota, las excursiones guiadas en kayak llevan a los kayakistas a conocer el ecosistema local. En aguas poco profundas de la bahía, los kayakistas pueden observar cómo los delfines saltan al agua y los manatíes comen hierbas marinas.

### Aguas bravas
Uno de los usos más comunes de los kayaks para aficionados es el kayak de aguas bravas. El kayak de aguas bravas consiste en descender una serie de rápidos. La dificultad de estos rápidos oscila entre la Clase I y la Clase VI. La dificultad de los rápidos cambia a menudo con el nivel del agua y los escombros en el río. Los escombros que impiden el paso de un kayakista suelen llamarse «coladores», ya que «cuelan» a los kayakistas como un colador. A menudo hay campos de entrenamiento y estructuras artificiales para ayudar a entrenar a los kayakistas.

### Surf ski
Un surfski (o: «surf ski», «surf-ski») es generalmente el más largo de todos los kayaks y es un kayak orientado al rendimiento diseñado para la velocidad en aguas abiertas, más comúnmente el océano, aunque es muy adecuado para todos los cuerpos de agua y remo recreativo.

### Kayak de invierno
El kayak de invierno es intrínsecamente más peligroso que el remo normal, ya que las bajas temperaturas del agua y del aire pueden provocar hipotermia rápidamente. La actividad requiere el uso de ropa que anule los efectos de los elementos sobre el kayakista.